# Hemidactylus prashadi
Espèce
Statut de conservation UICN

 LC  : Préoccupation mineure
Hemidactylus prashadi est une espèce de geckos de la famille des Gekkonidae.

## Répartition
Cette espèce est endémique d'Inde. Elle se rencontre au Maharashtra et au Karnataka.

## Publication originale
- Smith, 1935 : The fauna of British India, including Ceylon and Burma. Reptiles and Amphibia. Vol. II. Sauria. Taylor and Francis, London, p. 1-440.